# Pteleocarpa
- Commons
- Wikispecies

Pteleocarpa é um gênero de plantas pertencente à família Boraginaceae. Sua única espécie é uma árvore ocidental Malesiana, a Pteleocarpa lamponga.